# Лыщинский, Казимир
Казими́р Лыщи́нский (пол. Kazimierz Łyszczyński; 4 марта 1634, Лыщицы, Берестейское воеводство, Речь Посполитая — 30 марта 1689, Варшава, Речь Посполитая) — философ и общественный деятель Речи Посполитой, автор трактата «О несуществовании бога» (лат. «De non existentia Dei»). Был обвинён в атеизме и по приговору суда казнён. Рукопись трактата была сожжена: на сегодняшний день известно лишь пять небольших фрагментов, обнаруженных в 1957 году польским философом и историком атеизма Анджеем Новицким.

## Биография
Происходил из древнего шляхетского рода собственного герба (вариант герба «Корчак»). Отец — Иероним Казимир Лыщинский (1581—1670), мать — София Балынская.
Образование получил сначала в Берестейском иезуитском коллегиуме. В молодости принимал участие в войнах Речи Посполитой с Россией и Швецией. В 1658 году вступил в орден иезуитов в Кракове, после изучал философию в иезуитском коллегиуме в Калише и теологию в коллегиуме во Львове. В 1666 году вышел из ордена, чтобы жениться и вернуться в родовое имение. C 1682 года занимал должность подсудка в Берестье. Неоднократно избирался депутатом от шляхты Берестейского повета на Варшавский сейм (1669, 1670, 1672, 1674). Открыл школу, над входом в которую была надпись: «Не знающий математики да не войдет…», что даёт некоторые основания отнести школу к традиции платоновской Академии и классического философского образования.

## Убеждения
Покинув орден иезуитов, написал трактат, который назвал «О несуществовании Бога». Из достаточно объёмного сочинения (трактат состоял из 530 страниц в 15 тетрадях) сохранилось всего 5 фрагментов, обнаруженных только в 1957 году, смысл которых сводится к отрицанию существования Бога и обвинению клерикалов в «гашении света разума». Бог, судя по трактату, не существует, являясь химерой человеческого сознания, используемой церковью и государством в своих целях. Библия написана людьми, которые с её помощью поддерживают обман.
Религия создана людьми без религии. Благочестие выдумано людьми, чтобы им поклонялись как Богу. Страх перед Богом внушён теми, кто его не боится, чтобы их боялись. Вера, о которой говорят, что она от Бога, является человеческой историей.
Философ-иезуит Игнатий Франтишек Запольский в письме от 19 ноября 1698 так охарактеризовал философию Лыщинского:
Следует заключить, что этот атеист господин Лыщинский всё выводил из природы. Основа заблуждения этого атеиста отрицательная и положительная. Отрицательная: он утверждал и доказывал в своих писаниях, которые я читал и по повелению светлейшего короля Яна III коротко изложил в Гродно — „нет и не может быть никакого доказательства существования Бога“; и он старался решить вопросы, которые обычно ставятся всеми. Положительной основой было то, что Бог существует, что утверждается и нами; она включает сложности (запутанности), связанные с тайной св. Троицы и свободными деяниями Бога.

## Судебный процесс и казнь
31 октября 1688 года Лыщинский по доносу своего соседа Яна Бжоски (с которого Лыщинский востребовал возвращения долга в 100 тысяч талеров) был обвинен в атеизме и посажен в варшавскую тюрьму. В его доме были найдены сочинения, в которых отрицалось существование бога. Против заключения Лыщинского в тюрьму выступил только брестский земский писарь, который говорил, что привлекать к ответу шляхтича за преступление, которое не было доказано, противоречит праву свободы. Кроме этого, он обвинил духовенство в том, что оно хочет ввести в Речи Посполитой испанскую инквизицию.
Публичные слушания по делу Лыщинского начались только 15 февраля 1689 года. Ранее обвиняемый был привлечён к духовному суду ливонским епископом, был им признан виновным и предан государственному суду. В роли обвинителя выступил литовский инстигатор Симон Курович. Ознакомившись с предъявленным обвинением, Лыщинский дал следующий ответ:
Я признаю мощь Бога и почитаю величие его помазанного наместника... Я ищу убежища у трона справедливости, у престола милосердия и прошу ваше королевское величество, чтобы со мною соизволили поступать здесь не так жестоко, как происходило перед духовным судом; там же доказательства, которые я мог представлять для обоснования и подкрепления своей веры, не соизволили взять во внимание. Но поскольку я о таком важном деле не имею возможности много говорить, так как мой язык присыхает к небу, то прошу ваше королевское величество оказать мне снисхождение и разрешить взять защитника.
В адвокате ему было отказано под предлогом того, что не найдётся такого юриста, который бы захотел защищать атеиста. Несколько позже адвокат всё-таки был предоставлен. Специальным декретом короля и великого князя очередное слушание было назначено на 25 февраля 1689 года. Защита строилась на том, что Лыщинский никогда сам не разделял изложенных им идей, а лишь приводил чужие мысли с целью показать, что доказательств существования бога, приведённых Альстедом, недостаточно, что его аргументы ничтожны и неубедительны. Защита акцентировала то, что обвиняемый ранее вёл праведный образ жизни и исполнял все христианские обряды, кроме того, он раскаялся в ереси и просит помилования. Обвинение опровергло доводы защиты, заявив, что Лыщинский не всё ещё способный вернуться в лоно церкви еретик, а атеист, сознательно отвергший церковь и бога, и раскаяние его не что иное, как попытка добиться помилования.
Слушание 26 февраля не дало суду ничего нового. 28 февраля начали собираться голоса светских сенаторов и послов (епископы проголосовали ранее). Большинство решило, что обвиняемый должен поплатиться жизнью путём сожжения. 10 марта Лыщинский в Фарном костеле покаялся в своих заблуждениях, повторяя текст покаяния за епископом. По утверждению парижского еженедельника «Газетт», текст отречения прочитал за него какой-то ксёндз.
28 марта литовским гофмаршалом был опубликован приговор. Лыщинского надлежало вывести из города и сжечь на костре вместе с его произведениями в руках. Имущество казнённого конфисковывалось, а дом, в котором он жил, должен был быть разрушен, и место оставлено пустырём на вечные времена. После чтения приговора познанский и ливонский епископы, а также сам обвиняемый, обратились с просьбой к королю о замене сожжения отсечением головы. Король удовлетворил просьбу.
Приговор был приведён в исполнение 30 марта: Лыщинский сам сжёг свою рукопись, после чего его обезглавили, труп вывезли за город, где сожгли, а пепел, помещённый в снаряд, выстрелили в сторону Турции (Тартарии). Казнь прошла без эксцессов.

## Память
Фигура Казимира Лыщинского, суд над ним и его казнь описывается в романе Тадеуша Мичинского «Нетота. Тайная книга Татр» (пол. Nietota. Księga tajemna Tatr).
20 апреля 1989 года в год 300-летия казни в Брестском районе Брестской области в деревне Малые Щитники рядом с бывшей униатской церковью был установлен мемориальный камень в память о Лыщинском. На камне в переводе на белорусский язык высечен написанный Лыщинским текст собственной эпитафии:
О, падарожны!
Не міні гэтых камянёў.
Ты на іх не спатыкаешся,
калі не спатыкнешся 
на ісціне.
Усвядоміш ісціну 
ля камянёў: бо 
нават тыя людзі, 
Якія ведаюць, 
што гэта праўда, вучаць, 
што гэта мана.
Вучэнне мудрацоў — 
свядомы падман.
 (бел.)
О, путник! 
Не проходи мимо этих камней. 
Ты о них не споткнешься, 
если не споткнешься 
на истине. 
Осознаешь истину 
у камней: ибо 
даже те люди, 
Которые знают, 
что это правда, учат, 
что это ложь. 
Учение мудрецов — 
сознательный обман.
Фигура Казимира Лыщинского является одной из ключевых в некоторых произведениях белорусского историка и писателя Владимира Орлова.
4 марта 2009 года к 375-летию со дня рождения Казимира Лыщинского Министерство связи и информатизации Республики Беларусь ввело в почтовое обращение художественный конверт с оригинальной маркой «375 лет со дня рождения Казимира Лыщинского».